# Зидњак
Зидњак или кавијор  је ткана вунене простирка која се користила на зиду као заштита од хладноће и/или у декоративне сврхе.

## Разлика између зидњака и куварице
Не треба их мешати са „куварицама” које се у неким деловима Балканског полуострва зову и зидњаци, и које су се такође качиле на зид. Оне су за разлику од зидњака — везени мањи или већи комади платна с одговарајућим представама и писаним порукама које су под утицајем града, односно женских школа и домаћичких курсева касно ушли у употребу и то најпре у равничарским а касније, ретко, и у планинским селима.

## Намена
Зидњаци су обично стављани на зид, уз кревете или поред клупа за седење у кухињском делу, и имали су декоративну али и заштитну улогу, јер су штитили од хладноће, током седења на клупи или спавања у кревету. 
Ови предмети се и данас као вредност чувају у орманима и шкрињама, јер у већини случајева немају употребну вредност у домаћинству, већ налазе примену у обичајима – дарују се на свадби и поклањају за успомену.

## Израда
Најчешће су ткани од вуне у два или четири нита. Понекад су импровизовани од једноставних каро прекривки. Било је и зидњака с развијеном композицијом добијеном ткањем на даску.
Шездесетих година двадесетог века у Србији се израђују зидњаци, слични онима које су донели радници на привременом раду у Аустрији, Немачкој. То су индустријски зидњаци с натуралистички решеним композицијама – лова, сцена из природе. На њима су најчешће били заступљени зооморфни мотиви,  представе јелена, паунова итд.